# 聖ヨセフの夢 (ラ・トゥール)
『聖ヨセフの夢』（せいよせふのゆめ、仏: Le Songe de saint Joseph, 英: The Dream of Saint Joseph）、または『聖ヨセフに現れる天使』（せいよせふにあらわれるてんし、仏: L'Ange apparaissant à saint Josephは、フランス17世紀の画家ジョルジュ・ド・ラ・トゥールが1642年頃に制作したキャンバス上の油彩画である。フランスのナント美術館に所蔵されている。

## 歴史
ラ・トゥールは、第一次世界大戦中の1915年にドイツの美術史家ヘルマン・フォスによって再発見された画家である。同年の論文で、フォスはフランスの美術館が所蔵する３点の作品をあげた。いずれも深い闇の中に包まれた人物の半身像がロウソクの光によって浮かび上がる謎めいたもので、レンヌ美術館の『新生児 (生誕)』、そしてナント美術館の『聖ペテロの否認』と本作『聖ヨセフの夢』(当時は『若い娘に起こされる眠った老人』と呼ばれていた) であった。
ナント美術館の２点は、ナント市が1801年に外交官カコーのコレクションと一緒に獲得した後は、アントワープのフランドル派の画家ヘラルト・セーヘルスの作品とされていた。『聖ヨセフの夢』については、1859年にクレマン・ド・リが「レンブラントを模倣したどこかの凡庸な画家」の作品で、「ホントホルストとヴァランタンを混ぜたような作品」であると評した。次いで、フランスの画家モーリス・カンタン・ド・ラ・トゥールに帰属された後、無名の画家アントワーヌ・ルブロン・ド・ラ・トゥールの作品と考えられた。本作には、『聖ペテロの否認』と同じく「G・ド・ラ・トゥ―ル」と署名されていたからである。
1915年の論文で、フォスは、ナントの２点の作品の署名とロレーヌ地方の古文書保管人たちが記していた作者不明の画家についての文章を関連づけていた。こうして、ルーヴル美術館の学芸員であったポール・ジャモの言葉によれば、フォスは「３世紀近くの間、不可解な忘却につつみこまれていた闇の中から、突然姿をあらわしたまれに見る大天才」であるジョルジュ・ド・ラ・トゥールを見事によみがえらせたのである。

## 解説
本作は、ラ・トゥールのもっともすぐれた夜の情景の絵画といえるであろう。上述の通り、本作は元来、『若い娘に起こされる眠った老人』と呼ばれていた。まどろんでいる老人は、翼のない天使と夢の中で対話をしているように見えるが、主題としては「天使によって牢獄から救出される聖ペテロ」、「福音書をひざに載せた聖マタイ」など様々な説があった。本作の主題を『聖ヨセフの夢』であると特定したのはフォスである。
聖ヨセフは、天使によって夢の中でお告げを何度か受けている。しかし、この場面では、どの夢の中のお告げがなされているのであろうか。聖ヨセフが聖母マリアの無垢受胎を告げられているのか。ヘロデ王から幼子イエスを救うため嬰児虐殺の前の晩にエジプトへの逃避を勧められているのか。それとも、ヘロデ王の死後にイスラエルの地に戻ることを告げているのか。正確な主題は、天使の袖に隠されているロウソクの炎のように判然としない。しかし、天使の優美で神秘的な仕草は受胎告知の場面を想起させ、聖ヨセフは聖母マリアの懐妊を告げられている可能性がある。
本作は、天使のような幼子イエスと聖ヨセフを対置しているルーヴル美術館の『大工の聖ヨセフ』と主題的に近い。どちらの作品もトリエント公会議が讃えた「家庭の善き父」、そして「正直な職人」の象徴としての聖ヨセフ信仰を表現している。